# Bridgeport (Wisconsin)
Bridgeport è un comune degli Stati Uniti, situato in Wisconsin, nella Contea di Crawford.